# Rattenkruid

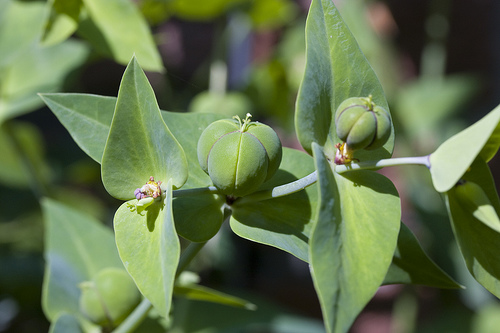
kruisbladige wolfsmelk, in de volksmond rattenkruid

Rattenkruid is een volksnaam die wel wordt gegeven aan de kruisbladige wolfsmelk, die giftig is en daardoor als verdelgingsmiddel kan dienen voor, bijvoorbeeld, ratten. Het woord moet in deze moderne spelling niet worden verward met arseen(III)oxide, een arseenverbinding die als rattengif dient.

## Winkler Prins
In de eerste druk van de Winkler Prins Encyclopedie komt het begrip niet voor in de zin van een plantnaam. Wel is er een lemma Rattenkruid, maar dat verwijst door naar het gif: "zie Arsenik". Daarmee week de schrijver, zoals hij vaker deed, echter af van de spelling die juist toen werd ingevoerd.

## De Vries en Te Winkel
Ondertussen had L.A. te Winkel al in 1863 een spellingontwerp in het licht gegeven: Ontwerp der spelling. Hij maakte onderscheid tussen kruid en kruit, op grond van het vermoeden dat het hier twee verschillende woorden betrof. Zou dat vermoeden onjuist zijn, zo voegde hij eraan toe, dan nog was het gewenst "dat homoniemen door de spelling behooren onderscheiden te worden".
De Vries en Te Winkel formuleerden in het voorwoord van de Woordenlijst van de spelling der Nederlandsche taal, die hun naam droeg, en die in 1866 verscheen, het verschil als volgt:
Daar de stofnaam kruit (poeder) geen meerv. (kruiten) heeft, waaruit blijken kan, dat de sluitletter een t is, heeft men dit woord verward met kruid (gewas), mv. kruiden. Het hangt echter etymologisch samen met het verouderde gruite, met ons grutten enz., en is dus in vorm en afkomst een geheel ander woord dan kruid (gewas) waarvan het derhalve ook door de spelling behoort onderscheiden te worden. Wij schrijven daarom kruit (poeder), buskruit, rattenkruit, nevens kruid (gewas), kruiden, nieskruid, wormkruid.
In de lijst zelf kwam alleen de naam van het gif voor: rattenkruit. Later werd over die etymologie anders gedacht en werd het spellingsverschil op andere gronden gehandhaafd:
Daar komt bij, dat het woord in den zin van poeder nu, zoo al niet tot de onverbuigbare, dan toch tot de onverbogen woorden behoort, aan welke de taal liefst de scherpe sluitletter pleegt toe te kennen. (...) Wij schrijven daarom kruit (poeder), buskruit, rattenkruit, nevens kruid (gewas), kruiden, nieskruid, wormkruid.

## Latere spellingen
In latere spellinghervormingen is het onderscheid dat De Vries en Te Winkel hadden aangebracht, gehandhaafd gebleven. In het Groene Boekje van 1954 zijn opgenomen:
rattekruid (plantnaam), o.
en
rattenkruit (gif), o..
De herziening van 1995 bracht hierin geen verandering:
rattekruid (plantnaam), het
en
rattenkruit (gif), het.
In 2005 werd echter de beregeling van de tussen-n gewijzigd, en sindsdien geeft het Groene Boekje:
rattenkruid (plant), het
en
rattenkruit (gif), het.
Dit officiële onderscheid in de Woordenlijst Nederlandse Taal wordt ook gemaakt door de alternatieve spelling, gepresenteerd in het Witte Boekje.